# الانتخابات التشريعية السورية 1998
الانتخابات التشريعية في سورية والتي أجريت في 30 تشرين الثاني و1 كانون الأول 1998، وهي سابع انتخابات تشريعية تمت في ظل الجمهورية الثانية وحكم البعث وتبوأ حافظ الأسد منصب الرئاسة. أفضت كسابقاتها إلى فوز حزب البعث العربي الاشتراكي بأغلبية مقاعد البرلمان حيث شغل البعث مع سائر أحزاب الجبهة الوطنية التقدمية ثلثي المقاعد، وترك للمستقلين الثلث الباقي. علمًا أن توزيع المقاعد على حزب البعث وأحزاب الجبهة لم يتغير بالنتائج مطلقًا بين هذه الانتخابات وانتخابات العام 1994.

## النتائج
| الحزب                               | الأصوات   | % | المقاعد |
| ----------------------------------- | --------- | - | ------- |
| حزب البعث                           |           |   | 135     |
| مستقلين                             |           |   | 83      |
| الحزب الشيوعي السوري                |           |   | 8       |
| حزب الاتحاد الاشتراكي               |           |   | 7       |
| الوحدويون الاشتراكيون               |           |   | 7       |
| حركة الاشتراكيين العرب              |           |   | 4       |
| الحزب الوحدوي الاشتراكي الديموقراطي |           |   | 4       |
| حزب الاتحاد العربي الديموقراطي      |           |   | 2       |
| المجموع                             | 5,501,940 |   | 250     |